# Orlaka
Orlaka – wieś w Słowenii, w gminie Trebnje. W 2018 roku liczyła 38 mieszkańców.